# Минский курьер
Минский курьер — общественно-политическая, официальная минская газета (Белоруссия). Выходит три раза в неделю: вторник (16 стр.), среда (24 стр.), пятница (32 стр.).
Учредитель — Минский городской исполнительный комитет.

## История
27 января 1908 года — первый номер (редактор — Е. А. Волина, издатель — В. И. Чаусов).
Первоначальная аудитория: местная интеллигенция. Держала читателей в курсе всех значительных событий в России и в мире, помещала остроумные отчеты о заседаниях Государственной думы, сообщения Петербургского телеграфного агентства (под рубрикой «Телеграммы»), знакомила с новинками русской и белорусской литературы, а также городскими новостями.
Формат: ежедневная, на четырёх полосах, русскоязычная.
Подписная цена на год: четыре с половиной рубля (совсем недешево, так, например, лошадь стоила около 45 рублей).
Проблем с распространением газеты не было, расходилась по подписке, продавалась разносчиками. В начале XX века всего вышло 148 номеров газеты (последний — 22 августа 1908 года).

### Минск, 1919—1920 гг.
Время, которое образно можно охарактеризовать как demi-saison — «полу-время» или безвременье. В эти годы в Минске издавались газеты «Звон», «Беларусь», «Минскій курьер» (формат — ежедневная беспартийная газета, пыталась внешне продолжать традиции русскоязычной демократической печати, редактор — Александр Гзовский). По информационной насыщенности, репортерскому профессионализму «Минский курьер» — впереди всех в Минске (зеркало «демисезонной» эпохи).

### 2001 год
«Минский курьер» восстановлен в апреле 2001 года.
Подшивка старых номеров хранится в Национальном архиве Республики Беларусь.

### 2011 год
С 2011 года — в составе единого медиахолдинга, куда входят газеты «Вечерний Минск» и «Минский курьер», а также: информационный портал www.minsknews.by, УКВ-радиостанция «Радио-Минск» (92,4 — Минск, 98,1 — Могилёв, 100,4 — Брест, 105,6 — Гомель, 106,4 — Витебск, сайт www.radiominsk.by), ежемесячный журнал для детей и подростков «Качели». Все газеты медиахолдинга можно читать в электронном виде и оформить подписку.

## Структура

### Администрация
- Генеральный директор: Андрей Кривошеев
- Первый заместитель ген. директора: Андрей Басс
- Заместители: Дмитрий Партон, Наталья Вавилова, Татьяна Буйко, Кирилл Казаков
- Главный редактор: Кирилл Казаков

### Отделы
- Отдел экономики
- Отдел городского хозяйства.
- Отдел общественных коммуникаций и торговли.
- Отдел социальной политики.
- Отдел медицины, физкультуры и туризма.
- Отдел образования и науки.
- Отдел культуры и истории.
- Отдел аналитической работы и обращений граждан.

### Обратная связь с читателем
Краткие сообщения, свои пожелания и просто мысли вслух, поступающие на мобильный телефон редакции, дважды в неделю появляются в рубрике «Народные SMS-ки».
Имеется возможность задать вопрос на горячую линию.
Газета периодически проводит прямые линии, во время которых на вопросы читателей отвечают специалисты, руководители городских служб, представители районных администраций.
При этом разговор со специалистом попадает не только на страницы газеты, но и в эфир станции «Радио-Минск».